# ماسايا تاشيرو
ماسايا تاشيرو (باليابانية: 田代 雅也) (مواليد 1 مايو 1993)، هو لاعب كرة قدم ياباني سابق كان يلعب كمدافع.

## وصلات خارجية
- ماسايا تاشيرو على موقع رابطة كرة القدم اليابانية للمحترفين (اليابانية)
- ماسايا تاشيرو على موقع إي إس بي إن إف سي (الإنجليزية)
- ماسايا تاشيرو على موقع قاعدة بيانات كرة القدم.إي يو (الإنجليزية)
- ماسايا تاشيرو على موقع Soccerbase.com (لاعب) (الإنجليزية)
- ماسايا تاشيرو على موقع Soccerway.com (الإنجليزية)
- ماسايا تاشيرو على موقع عالم كرة القدم.نت (الإنجليزية)